# Tronador
Le Tronador (ou Cerro Tornador), culminant à 3 478 m, est un important volcan situé à la frontière entre l'Argentine et le Chili. Le volcan est actuellement au repos.

## Toponymie
Son nom de Tronador (en français : « tonnant ») lui a été donné au XVIIIe siècle par le père Menadez à la suite des bruits de chutes de séracs se produisant régulièrement et donnant à peu près l'impression de tonnerre.

## Géographie

### Situation
En Argentine, le Tronador se trouve en province de Río Negro, département de Bariloche, aux environs de la ville de San Carlos de Bariloche. Du côté chilien, il fait partie de Xe région de los Lagos.
Le massif se dresse à la frontière, séparant ainsi deux parcs nationaux : les parcs Nahuel Huapi en Argentine, et Vicente Pérez Rosales au Chili.

### Topographie
Le Tronador a une altitude de 3 491 mètres. Il possède trois sommets. Le sommet chilien (Pico Chileno) a une altitude de 3 320 mètres, le sommet argentin (Pico Argentino), 3 200 mètres et le sommet frontalier, argentino-chilien (Pico Central), 3 478 mètres. Le Tronador se dresse dans une région aux précipitations extrêmement abondantes, et est de ce fait couvert de neige et de glaciers. On compte sept glaciers (Frias, Alerce, Castaño Overo, Manso, Peulla, Casa Pangue et Río Blanco).

## Histoire
Les premières tentatives d'ascension sont l'œuvre de F. Reichert entre 1910 et 1916. En 1934, Aldo Bonacossa, Luigi Binaghi et Giusto Gervasutti atteignent le Pico Chileno tandis qu'Hermann Claussen réalise la première ascension du Pico Central en solitaire le 29 janvier de la même année. Enfin, le Pico Argentino est conquis par H. Nöbl en 1936.